# Jabarrella
Jabarrella (aragonesisch Xabarrella) ist ein spanischer Ort in der Provinz Huesca der Autonomen Gemeinschaft Aragonien. Jabarrella, im Pyrenäenvorland liegend, gehört zur Gemeinde Sabiñánigo. Der Ort hat seit Jahren keine Einwohner mehr.

## Geographie
Der Ort liegt etwa 14 Straßenkilometer südlich von Sabiñánigo und ist über die N330 zu erreichen.

## Sehenswürdigkeiten
- Pfarrkirche San Martín, als Ruine erhalten